# Pałac w Kobylinie
Pałac w Kobylinie – zabytkowy pałac w Kobylinie w województwie mazowieckim w powiecie grójeckim.

## Historia
Historia Zespołu Pałacowo-Parkowego w Kobylinie sięga XVI wieku, kiedy wieś Kobylin była własnością szlachty mazowieckiej. W tym okresie należała do Mikołaja Kobylińskiego, herbu Przerowa, oraz Stanisława i Walentego Kobylskich, herbu Kościesza. Od połowy XVII do XiX wieku majątek przechodził w ręce różnych właścicieli, pozostając jednak w posiadaniu rodów szlacheckich związanych z Mazowszem.  W 1783 roku pałac w Kobylinie należał do Adama Ponińskiego (1732–1798), podskarbiego koronnego, marszałka Sejmu Rozbiorowego (1773), znanego ze swojej roli w podpisaniu pierwszego rozbioru Polski. W XIX wieku majątek dalej przechodził w ręce różnych rodzin. Do 1817 roku należał do rodziny Ciszewskich, następnie do Suffczyńskich, którzy posiadali go do 1849 roku. W kolejnych dekadach Kobylin wielokrotnie zmieniał właścicieli – zarówno polskich, jak i niemieckich oraz żydowskich.
Od 1881 roku właścicielem majątku był Leon Zaleski, który przekazał go swoim córkom. W 1897 roku sprzedały one Kobylin Bronisławowi Rudnickiemu, który pozostawał jego właścicielem aż do swojej śmierci. W 1921 roku majątek przeszedł w ręce Heleny Rudnickiej, wdowy po Bronisławie.
W 1939 roku resztówka majątku, obejmująca dwór i park, została nabyta przez Lucianę Frassati-Gawrońską (1902–2007), córkę Alfreda Frassatiego, założyciela włoskiego dziennika „La Stampa”, oraz siostrę błogosławionego Piera Giorgio Frassatiego (1901–1925), wyniesionego na ołtarze przez Jana Pawła II.
Luciana Frassati-Gawrońska, żona polskiego dyplomaty Jana Gawrońskiego (1892–1983) i matka Jasia Gawronskiego, późniejszego posła do Parlamentu Europejskiego, była zaangażowana w działalność na rzecz Polski. W czasie II wojny światowej współpracowała z polskim podziemiem, działając jako kurier Rządu Polskiego na Uchodźstwie. Wśród jej zasług wymienia się wywiezienie z Polski żony generała Władysława Sikorskiego oraz współudział w zwolnieniu profesorów Uniwersytetu Jagiellońskiego z obozu w Sachsenhausen w 1940 roku.
Działalność Luciany Frassati-Gawrońskiej zwróciła uwagę niemieckich władz okupacyjnych, co doprowadziło do konfiskaty Kobylina. Sama właścicielka zmuszona była uchodzić do Włoch.
W czasie okupacji niemieckiej, w 1940 roku pałac stał się rezydencją kreishauptmanna powiatu grójeckiego Wernera Zimmermanna.
W 1945 roku Pałac w Kobylinie został przejęty przez NKWD, a w kolejnych latach znajdował się w użytkowaniu polskich służb wojskowych.
W 1956 roku Pałac został zaadaptowany na internat dla uczniów Technikum Ekonomicznego w Grójcu. Od połowy lat 90. budynek pozostawał opuszczony, co doprowadziło do jego znacznej dewastacji.
W 2002 roku Zespół Pałacowo-Parkowy w Kobylinie został przekazany Fundacji im. Stanisława Konarskiego. Od tego momentu rozpoczęto intensywne prace renowacyjne, prowadzone na podstawie szczegółowych badań archiwalnych i środowiskowych.

## Styl architektoniczny i przebudowy pałacu
Do XIX w. był to pałac drewniany, dopiero na życzenie rodu Ciszewskich, herbu Zadora, przekształcony w murowany pałac o charakterze rezydencjonalnym, inspirowany stylem włoskiej willi. Projektantem i budowniczym Pałacu był Władysław Marconi, syn Henryka Marconiego. Władysław Marconi był również autorem takich projektów jak Hotel Bristol biblioteka przy ulicy Koszykowej i przebudowa gmachu Towarzystwa Kredytowego przy ulicy Czackiego w Warszawie. Pałac reprezentuje styl eklektyczny, z dominującymi odniesieniami do włoskiego renesansu. W pierwotnym układzie architektonicznym centralna, parterowa część budynku była flankowana piętrowymi skrzydłami-ryzalitami, nakrytymi dwuspadowymi dachami z okapami. Charakterystycznym elementem była wysoka wieża w bocznej elewacji, trójkondygnacyjna, zwieńczona dachem wiciowym, nawiązująca do średniowiecznych tradycji rycerskich.
Podczas II wojny światowej, gdy pałac stał się rezydencją kreishauptmanna powiatu grójeckiego Wernera Zimmermanna, dokonano zmian architektonicznych. Budynek został nadbudowany, a wnętrza częściowo przekształcono w stylu odpowiadającym estetyce III Rzeszy. Na kamiennych kominkach umieszczono monogramy WZ oraz datę: „1940".
W latach 40. XX w. kiedy Pałac był w posiadaniu NKWD a następnie polskich służb wojskowych, obiekt przeszedł istotne zmiany architektoniczne: w części środkowej dobudowano piętro, a wnętrza zmodernizowano, usuwając oryginalne detale architektoniczne.
Od 2002 roku po przejęciu pałacu przez Fundację im. Stanisława Konarskiego, na podstawie badań archiwalnych i środowiskowych podjęto prace renowacyjne i restauracyjne obiektu. W ramach tych działań wprowadzono zmiany w bryle budynku, przywracając mu charakter rezydencjonalny, oraz odtworzono XIX-wieczny wystrój wnętrz, zgodnie z historycznymi detalami architektonicznymi i dekoratorskimi. Odtworzono m.in. sztukaterie wzorowane na dekorach z Hotelu Bristol, kominek z piaskowca, drewniane i marmurowe podłogi, kryształowe żyrandole oraz antyczne meble.
Projekt parku zachował swoją oryginalność mimo historycznych i urbanistycznych zmian. Dzięki temu Pałac w Kobylinie stanowi jeden z cenniejszych zabytków południowego Mazowsza, wyróżniający się zarówno architektonicznie, jak i historycznie.